# اتل مک‌گری
اتل ام. مک‌گری (به انگلیسی: Ethel M. McGary) (زاد ۲۱ اکتبر ۱۹۰۷ - درگذشته	۵ مه ۱۹۷۵) شناگر اهل کشور ایالات متحده آمریکا است.